# Успение Богородично (Филипово)
Вижте пояснителната страница за други значения на Успение Богородично.
„Успение Богородично“ е българска възрожденска църква в село Филипово, България, част от Неврокопската епархия на Българската православна църква. Храмът има ценни икони от XIX век.

## Архитектура
Църквата е построена в 1867 година недалеч от площада на селото, край реката. В архитектурно отношение е трикорабна псевдобазилика. На изток има полуцилиндрична апсида, а на запад – открит трем. Южната стена е вкопана на 3,5 m при олтара. Иконостасът има два плана, като средната му част има малък отстъп и е триредова – цокълни табла, 7 царски икони, 23 апостолски икони и венчилка, но без лозница. Над апостолските икони има два реда фризове от профилирани летви. Царските двери са резбовани с плитка резба от началото на втората половина на XIX век. Резбована е и венчилката. В шест медальона са изписани пророците Давид и Соломон, Благовещението и четирма църковни отци. Кръстът е с ажурна резба. Драконите и главата на Адам са рисувани на дъска. Иконите са на неизвестен зограф и са рисувани в началото на втората половина на XIX век.
- Икони от храма
- „Успение Богородично“
- „Животворящ източник“
- „Цветница“
- „Св. св. Константин и Елена“
- „Свети Димитър“
- „Свети Георги“